# Mayo-Tsanaga
Departament Mayo-Tsanaga – departament w Regionie Dalekiej Północy w Kamerunie ze stolicą w Mokolo. Na powierzchni 4 393 km² żyje około 574,9 tys. mieszkańców.